# Kościół św. Elżbiety w Bańskiej Szczawnicy

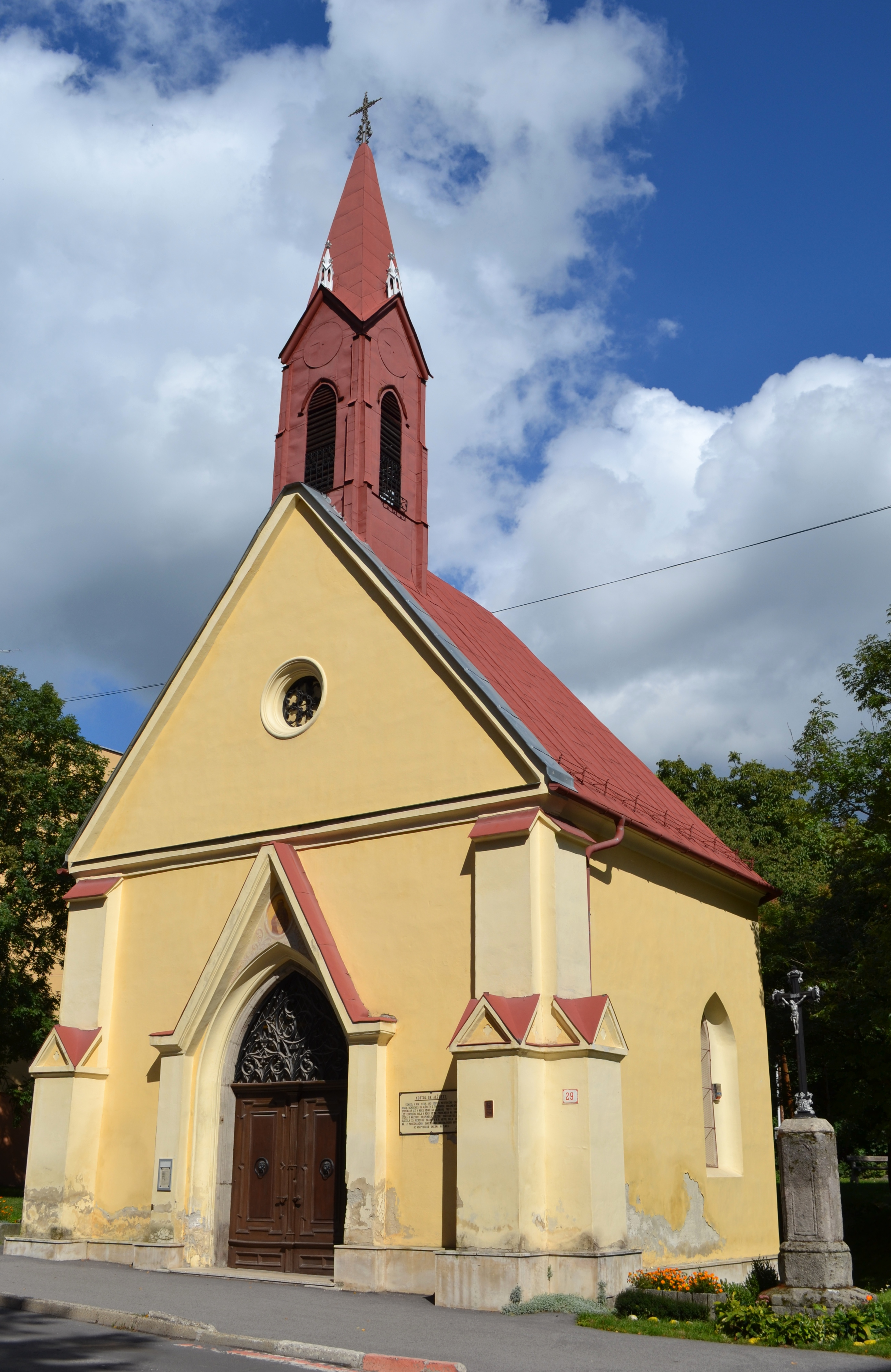
Kościółek św. Elżbiety w Bańskiej Szczawnicy

Kościół św. Elżbiety w Bańskiej Szczawnicy (słow. kostolík sv. Alžbety) – niewielki kościół (w zasadzie kaplica) obrządku rzymskokatolickiego w Bańskiej Szczawnicy na Słowacji.

## Położenie
Znajduje się wśród nowej, szeregowej zabudowy mieszkaniowej po wschodniej stronie ulicy Dolnej, na południowy wschód od historycznego centrum miasta.

## Historia
Murowany, jednonawowy, gotycki kościół powstał prawdopodobnie w połowie XIV w. przy funkcjonującym już wówczas „szpitalu”, czyli przytułku dla niedołężnych i chorych, usytuowanym na południowym skraju miasta, przy drodze wiodącej na Svätý Antol i Krupinę. Uzyskał – podobnie jak wiele ówczesnych miejskich chudobińców oraz towarzyszących im kościołów lub kaplic - wezwanie świętej Elżbiety Węgierskiej, która ufundowała szereg przytułków i sama w nich posługiwała chorym i ubogim. Był wspominany w dokumentach już w roku 1397.
W 1574 r., podczas budowy miejskich umocnień w obliczu zagrożenia tureckiego, kościół włączono w ciąg murów miejskich, przebudowując jego nawę na miejską bramę, od kierunku wiodącej przez nią drogi nazywaną „Krupińską”, „Budzińską” lub „Svätoantolską”. Gdy w drugiej połowie XIX w. przystąpiono do rozbiórki miejskich umocnień, przy okazji poszerzania owej drogi w 1879 r. brama (tj. dawna nawa kościoła) została zburzona. Pozostałe prezbiterium po tymczasowym zamknięciu otworu tęczowego wykorzystywano jako magazyn. W latach 1894–1895 przebudowano je w stylu neogotyckim na kaplicę z dodaniem wieżyczki.

## Architektura i wyposażenie
Niewielka bryła obiektu posiada skromną fasadę z wysokim wejściem na osi, zwieńczoną frontonem z centralnie umieszczonym okrągłym oknem. Prosta nawa nakryta jest wysokim dachem dwuspadowym, na którego kalenicy nad frontonem wznosi się strzelista wieżyczka z dzwonkiem.
We wnętrzu neogotycki ołtarz, który według projektu profesora Ladislava Fodora wykonał bańskobystrzycki rzeźbiarz Jozef Kraus (lub Krauze).